# Mai 1870

## Événements
- Bulgarie : fondation de l’Organisation révolutionnaire intérieure. Créée par un officier bulgare, Vasil Levski, elle lutte pour une fédération balkanique sur des bases démocratiques.

- 8 mai, France : plébiscite du 8 mai 1870 approuvant la nouvelle constitution avec 7 358 000 oui (69 %), 1 572 000 non et 1 894 000 abstentions. L'opposition l'emporte dans la Seine, les Bouches-du-Rhône, les grandes villes, le Sud-Est et le Midi provençal.

- 12 mai : Loi sur le Manitoba. G. A. Archibald devient premier lieutenant-gouverneur fédéral du Manitoba.

- 21 mai : sénatus-consulte fixant la Constitution de l’Empire (régime libéral, bicamériste, avec un rôle législatif et financier important attribué au Corps législatif et un rôle de contrôle effectif donné au Sénat).

## Naissances
- 3 ou 4 mai : Alexandre Benois, peintre russe († 1960).
- 9 mai : Hans Baluschek, peintre, illustrateur et écrivain allemand († 28 septembre 1935).
- 21 mai : Leonard Percy de Wolfe Tilley, Premier ministre du Nouveau-Brunswick.
- 27 mai : Anna Stecksén, chercheuse suédoise († 15 octobre 1904).

## Décès
- 8 mai : Abel-François Villemain, universitaire et homme politique français.
- 15 mai : Harro Paul Harring, révolutionnaire, poète et peintre allemand (° 28 août 1798).